# Simulium norfolkense
Simulium norfolkense är en tvåvingeart som beskrevs av Lionel Jack Dumbleton 1969. Simulium norfolkense ingår i släktet Simulium och familjen knott. Inga underarter finns listade i Catalogue of Life.